# Festival Musique Action
Le festival Musique Action est créé en 1984 au sein du Centre Culturel André-Malraux (CCAM), maintenant Scène nationale, de Vandœuvre-lès-Nancy, en France.

## Historique
Créé en 1984, le festival Musique Action est mis en place par le regroupement de musiciens locaux dont Jérôme Bourdellon, Daniel Koskowitz, Antoine Gindt (parti plus tard au Théâtre des Amandiers de Nanterre) et les instances dirigeantes du CCAM.
Dès l'origine, il se consacre aux musiques actuelles et expérimentales.
Dès 1985, un label discographique lui est associé : le label Vand'Œuvre, qui a pour mission de garder trace des musiques produites lors du festival.
Le Centre Culturel André Malraux est labellisé scène nationale en 2000.
En 2003 on peut lire dans un article du journal Le Monde : « le Centre culturel André-Malraux, lieu de l'événement, est l'unique scène nationale en France (qui en compte près de 70) à s'engager du côté des musiques dites "nouvelles" ».

## Particularité
Ce festival, avec Musica à Strasbourg et Nomades à Grenoble est un des rares endroits permanents de diffusion de musique contemporaine et issue de la recherche en informatique en dehors des Centres nationaux de création musicale.

## Éditions du festival

### 2001
Avec la participation de :
- Françoise Matringe & Alain Neveux : Mantra, de Karlheinz Stockhausen[8].
- Daunik Lazro & Michael Nick

### 2002
Du 13 au 20 mai
Avec la participation de :
- Martine Altenburger, Isabelle Duthoit (de) & Valérie Métivier
- Jérôme Noetinger, Isabelle Duthoit, Jacques Di Donato, Xavier Charles, Tim Hodgkinson (en) & Chris Cutler
- Quatuor Hêlios
- Alain Basso, Olivier Toulemonde
- Fred Frith, Miya Masaoka (en) & Larry Ochs
- Poire-z (Voice Crack, erikm, Günter Müller (en) & Phil Minton)

### 2003
Avec la participation de :
- Jim O'Rourke, Ikue Mori & Tim Barnes
- Catherine Jauniaux, Carole Rieussec & Ikue Mori
- The Feral Choir, Phil Minton
- Lee Ranaldo, Alan Licht, DJ Olive (en), Ulrich Krieger (cs) & William Hooker
- Tetsu Saitō (de)
- Important programme, sur plusieurs soirées, consacré à l'œuvre de Georges Aperghis[10]

### 2004
Avec la participation de :
- Dominique Uber, compagnie Doppler : création de Donc, là…, performance chorégraphique et sonore pour le Festival Musique Action (Vandoeuvre-les-Nancy), La Ville de Bar-le-Duc (Lorraine), Les Tanneries de Barjols (Var), Les Journées du patrimoine (Isère), Museum d’Histoire naturelle de Grenoble.
- Albert Marcoeur[11]

### 2007
Avec la participation de Fred Frith et Chris Cutler, performance visible sur Youtube.

### 2008
Du 30 avril au 10 mai.

### 2010 -26eédition
Après une interruption en 2009, le festival revient en 2010

### 2011  -27eédition
Du samedi 4 et dimanche 5 juin.
Au programme : 
- Georges Aperghis ;
- le collectif Inouï avec Guigou Chenevier ;
- le guitariste Howe Gelb, seul puis en groupe avec Giant Sand ;
- une évocation de la musique de Frank Zappa période 1966-1970 par le groupe Chass'spleen ;
- Cheer-Accident, groupe rock "explosif" de Chicago.

### 2012 -28eédition
Du 9 au 20 mai.
« Cet événement aux facettes multiples mettra une de fois de plus en évidence une certaine idée de résistance et de subversion musicale en Lorraine. » (Citizen Jazz)
Avec la participation de la Compagnie Les Endimanchés, l’ensemble Dedalus, l’Ensemble ]h[iatus, Olivia Grandville et le percussionniste Lê Quan Ninh, Philippe Jaccottet, Thierry Balasse, les 33 musiciens de La Pieuvre et du Circum Grand Orchestra dont le Feldspath, Michel Doneda et Masaki Iwana , PFL Traject , Phant^me(s) , AZeotroPes , Bouge, Meredith Monk & Vocal Ensemble...

### 2013 -29eédition
Du 7 au 20 mai.
Avec la participation de :
- Baise en ville ( Natacha Muslera, voix et Jean-Sébastien Mariage, guitare électrique)[17].
- Fugitivus Errans ( Jean-Michel Albertucci, piano et Alexandre Ambroziak, batterie)[18].
- Collectif Inouï[19]

### 2014 -30eédition
Cette édition comprend un concert délocalisé à la MJC Lillebonne à Nancy.
Avec la participation de :
- Sophie Agnel,  Daunik Lazro [17]

### 2017 -32eédition
Du 4 au 16 mai.
79 rendez-vous en 13 journées pour 58 concerts, pièces ou performances. Dont deux improvisations de Camel Zekri, Fred Frith, Gilles Laval, Ahmad Compaoré et Romain Baudouin.

### 2017 -33eédition
Du 3 au 28 mai :
Avec la participation de :
- Cie Ouïe/Dire, Hugues Reinert, Les Fruits du Hasard, AeuhW, Cie Pardès Rimonim, Christian Zanési, Les dents de la Meurthe, Balungan, Marc Namblard, Cie Sound Track, Orties Bruyantes,Le Un Ensemble, Jean-Luc Guionnet, Isabelle Jelen, Didier Lasserre, Heidi Brouzeng, Monsieur Gadou, Gordon Monahan, Collectif Revue & Corrigée, Marie Cambois, Gaëlle Rouardj, Praag, Double Nelson, Lotus Eddé Khouri , David Chiesa, Christophe Cardoen, Ark4, Olivier Benoît, Azéotropes, L'Archipel Nocturne, Jean-Philippe Gross, Stéphane Rives, Spoon God, Brussel, No Noise No Reduction, Alain Savouret, Ultim'Asonata, Fred Frith, Camel Zekri, Gilles Laval, Grand Sax Boulevard, Ahmad Compaoré, Romain Baudouin, La Cellule d'Intervention Metamkine[23]...

### 2018 -34eédition
Du 14 au 21 mai :
avec Françoise Klein, Ensemble K, Jean-Christophe Roelens, Hervé Birolini, Aurore Gruel, Kristoff K.Roll, Slapp Happy, faUSt, Revue & Corrigée, Arnaud Martin, Alexis Thépot, Ouïe/Dire, Jérôme Noetinger, Hugo Roussel, Le Quan Ninh, Antoine Arlot, Mariachi, Collectif Azeotropes, L'Oreille Interne, eRikm, Stéphane Cousot, Yann Gourdon, Charlemagne Palestine, Ensemble TaCTuS, Cie Virgule Flottante.

### 2019 -35eédition
Du 6 au 12 mai, 
Outre le CCAM, le festival se déroule également Salle Poirel, à la Médiathèque de Vandoeuvre, à la Manufacture CDN Nancy Lorraine et à la MJC Lillebonne.
le festival met l'accent sur les percussions.
Avec la participation de la Compagnie Ouïe/dire, du percussionniste Anthony Laguerre, de l' Ensemble 0, Tristan Perich, Phil Colin, Marie Cambois, Louis-Michel Marion, Michel Deltruc, Gérard Grisey...

### 2020 -36eédition
Après l'annulation du festival initialement programmé en mai, un festival réduit a lieu le second week-end de septembre.

### 2021 -37eédition
Annulation du festival pour sa période habituelle du mois de mai pour cause de COVID-19.
Une "session de rattrapage" est organisée du 30 septembre au 3 octobre.
Avec la participation de Claudine Simon, pianiste; Floy Krouchi, bassiste et électroacousticienne...
- Interview de Olivier Perry, directeur du CCAM, sur Youtube

### 2022 -38eédition
Du 23 au 28 mai,,,.
Avec la participation de  : 
- Fanny de Chaillé et de Sarah Murcia autour de l’album Transformer de Lou Reed.
- Pierre Bastien
- Guigou Chenevier en duo avec Gilles Laval
- ERikm et Jean-Philippe Gross
- Isabelle Duthoit et Jean-Marc Troubet, alias Troubs
- Jérôme Noetinger et Anthony Laguerre
- le duo Oxke Fixu, formé par la clarinettiste Xavière Fertin et la percussionniste Camille Emaille
- David Merlo
- Melaine Dalibert
- Dario Calderone
- Isabelle Duthoit, Steve Heather et Andy Moor
- Julius Eastman
- Elsa Biston
- Louis-Michel Marion et Carol Robinson

### 2023 -39eédition
Du 15 au 20 mai.
" Music Action fait la part belle aux femmes" titre l'Est Républicain le 21 mai .

## Production discographique
- 1985 : Various – Musique Action Internationale 85 - Van D'Œuvre 8501 - Enregistré du 6 au 12 mai 1985 lors du festival[38]
- 1993 : Various - Musique Action 1 - Inédits enregistrés entre 1988 et 1992 lors du festival Musique Action et produits lors de l'édition du dixième anniversaire[39].
  - Avec François Raulin & Louis Sclavis, A.M.I.S. Quartet, Floros Florodis, Paul Lovens, Jean-Marc Montera, Daniel Koskowitz, Elliott Sharp & Carbon, Dominique Regef, David Moss, Pierre Stéphane Meuge, Daunik Lazro & Joe McPhee, David Garland & Worlds of love, Krackhouse, Pascal Comelade, Gestalt & Jive.
- 2006 : Pascal Comelade – Stranger In Paradigm[40]
- 2012 : Madame Luckerniddle et autres – Musique Action #04. Enregistré en 1998 lors de la 15ème édition du festival Musique Action[41].